# Luciano Bonati
Luciano Bonati (Riccò del Golfo di Spezia, 1939) è uno scrittore e giornalista italiano.

## Biografia
Nato a Quaratica, frazione di Riccò del Golfo, dal 2013 risiede alla Spezia.
Dopo le scuole elementari svolte tra il paese natale, la  frazione di San Benedetto e il capoluogo comunale, frequenta le scuole medie al Collegio Vescovile di Brugnato, diplomandosi in seguito al Liceo Classico "Lorenzo Costa" della Spezia.
Inizia a collaborare con il giornale romano “Il Paese-Paese sera”, che dedicava alla Spezia una pagina di cronaca. Nell’estate del 1960 venne inviato a Roma per seguire le olimpiadi, sostituendo stenografi e giornalisti in ferie, venendo richiamato anche per l’estate del 1961. Neanche due anni dopo, nell’inverno del 1963, “Il Paese” cessa l’attività. Inizia allora a collaborare con la sede del Partito Socialista di Genova, divenendo corrispondente della Spezia. Negli anni 1968-1969 venne proposto a Bonati di recarsi a Genova per occuparsi della “cronaca degli interni”, cioè gli avvenimenti di cronaca nera in Italia e anche fatti di cronaca nera all’estero.
Negli ultimi mesi del 1969 il “Secolo XIX” propone a Bonati di entrare nella Redazione della Spezia, lavorandovi dal 1970 al 1973, anno in cui viene contattato per lavorare presso il primo Ufficio Stampa istituito dalla Provincia della Spezia, in qualità di addetto stampa, il tutto fino alla pensione, alla fine del 1996. In quel periodo mantiene una corrispondenza con “Il Giorno” di Milano.
Dall'inizio del 2000 si occupa della scrittura di guide ai sentieri e piccoli libri volti a conservare la memoria storica del territorio spezzino.

## Opere[2][3]
- Gente di terra, gente di mare. Storie di Casa Nostra, 2014.
- Gente Nostra, 2017.
- Storie Nostre, 2019.
- Storie Nostre, 2021.
- Guida ai sentieri di Portovenere e Isola Palmaria, 2021.
- Baie del Levante ligure. Guida ai sentieri, 2022.
- Guida ai sentieri delle Cinque Terre, 2022.
- Quaratica al tempo di pecore e zappe, 2023.
- Limen di Riomaggiore. Lo storico borgo e il suo piccolo Oratorio, 2025.
- Storie e personaggi tra mare e Vara, 2025.